# Fortaleza de Ekaterimburgo
La Fortaleza de Ekaterimburgo (en ruso: Екатеринбургская крепость) era una fortaleza histórica ubicada en lo que es actualmente Ekaterimburgo, Rusia. Fue construida a principios del siglo XVIII y funcionó como una fortificación defensiva durante la historia temprana de Ekaterimburgo, antes de ser desmantelada gradualmente.

## Historia
A principios del siglo XVIII, la localidad de Ekaterimburgo era uno de los asentamientos del Imperio ruso más alejados en el este del país, en la frontera con Siberia. El asentamiento se hallaba a orillas del río Iset y como tal, era de importancia estratégica, mientras que los yacimientos ricos en minerales de los montes Urales hicieron de la región un candidato viable para su poblamiento. En 1721, iniciaron los trabajos de construcción de una fundición, aumentando aún más la importancia estratégica del asentamiento. Para proyectar mejor el poder militar en la zona, el 3 de marzo de 1723 comenzó la construcción de una fortaleza nueva cerca de Ekaterimburgo, empezando con la apertura de un cuartel. Ese mismo año empezó el trabajo de construcción de represas en el río Iset, la mayor parte del cual fue realizado por el 38° Regimiento de Infantería de Tobolsk.
A medida que Ekaterimburgo creció, la fortaleza también se eextendió para formar un perímetro defensivo cuadrado. En 1724 se construyó una empalizada de madera y una fosa alrededor de los edificios de la fortaleza, y con la represa ya construida, permitiendo a la misma estar a ambos lados del Iset. En 1729, el gobierno ruso concedió permiso para ampliar las instalaciones de la fortaleza, posibilitando la construcción de otra fundición, almacén, molino y panadería. Además de producir y almacenar los suministros necesarios para la guarnición local, la estructura de la fortaleza ayudó a dar forma a la historia urbana inicial de Ekaterimburgo, formando varias de las puertas de la fortaleza el inicio de las calles futuras. A mediados de la década de 1730, los muros exteriores de la fortaleza se extendieron y la fortaleza adquirió una forma hexagonal.
En la década de 1740, las empalizadas originales de madera de la fortaleza comenzaron a deteriorarse, lo que llevó a que la fortaleza fuera descrita como en ruinas. De 1743 a 1746, tuvieron lugar trabajos de renovación, retirando las murallas originales de la fortificación y remplazándolas con empalizadas de tierra. La propia Ekaterimburgo siguió expandiéndose al punto que a mitad del siglo XVIII la ciudad había superado los muros de la fortaleza.
En la década de 1770, los disturbios crecientes (sobre todo la rebelión de Pugachev) en otras partes del imperio impulsaron a las autoridades locales a modernizar de nuevo la fortaleza; de 1774 a 1778 la fortaleza se amplió de modo que una vez más rodeó toda la ciudad de Ekaterimburgo. Además, se construyeron empalizadas nuevas y terraplenes y se levantaron baterías de artillería. La nueva fortaleza también tenía seis puertas comparada con las cuatro que tenía antes. A pesar de estos esfuerzos de expansión, en la década de 1780 la ciudad otra vez se había expandido más allá de los límites de la fortaleza y llegado 1790 partes de la muralla de la fortaleza ya se estaban demoliendo. Según una fuente, hubo una propuesta para construir una fortaleza de piedra para reemplazar a la fortificación antigua de terraplén, pero nunca se implementó. Los restos de la fortaleza fueron demolidos gradualmente a medida que Ekaterimburgo se expandió a lo largo del siglo XIX.